# 王宗勉
王宗勉（?—?），中国五代十国前蜀将领，前蜀高祖王建养子。本名赵章，后改姓王，名宗勉。
赵章原为唐朝彭州内外都指挥使。王建攻打彭州，城内缺乏粮食，吃人充饥，赵章出城向王建投降。894年五月十五日，王建的西川军队登上彭州城墙，杨晟仍率领人马竭力奋战，刀子都虞候王茂权将杨晟斩杀。王建把赵章的姓名改为王宗勉，收为养子，王茂权的姓名改为王宗训，王钊的姓名改为王宗谨，李绾的姓名改为王宗绾。